# La Cheppe
La Cheppe est une commune française, située dans le département de la Marne en région Grand Est.

## Géographie

### Communes limitrophes
|                         | Suippes    |                  |
| Saint-Étienne-au-Temple | La Cheppe  | Bussy-le-Château |
| L'Épine                 | Courtisols |                  |

### Hydrographie

#### Réseau hydrographique
La commune est dans la région hydrographique « la Seine du confluent de l'Oise (inclus) à l'embouchure » au sein du bassin Seine-Normandie. Elle est drainée par la Noblette,.
La Noblette, d'une longueur de 22 km, prend sa source dans la commune de Saint-Remy-sur-Bussy et se jette  dans la Vesle à Vadenay, après avoir traversé cinq communes. 

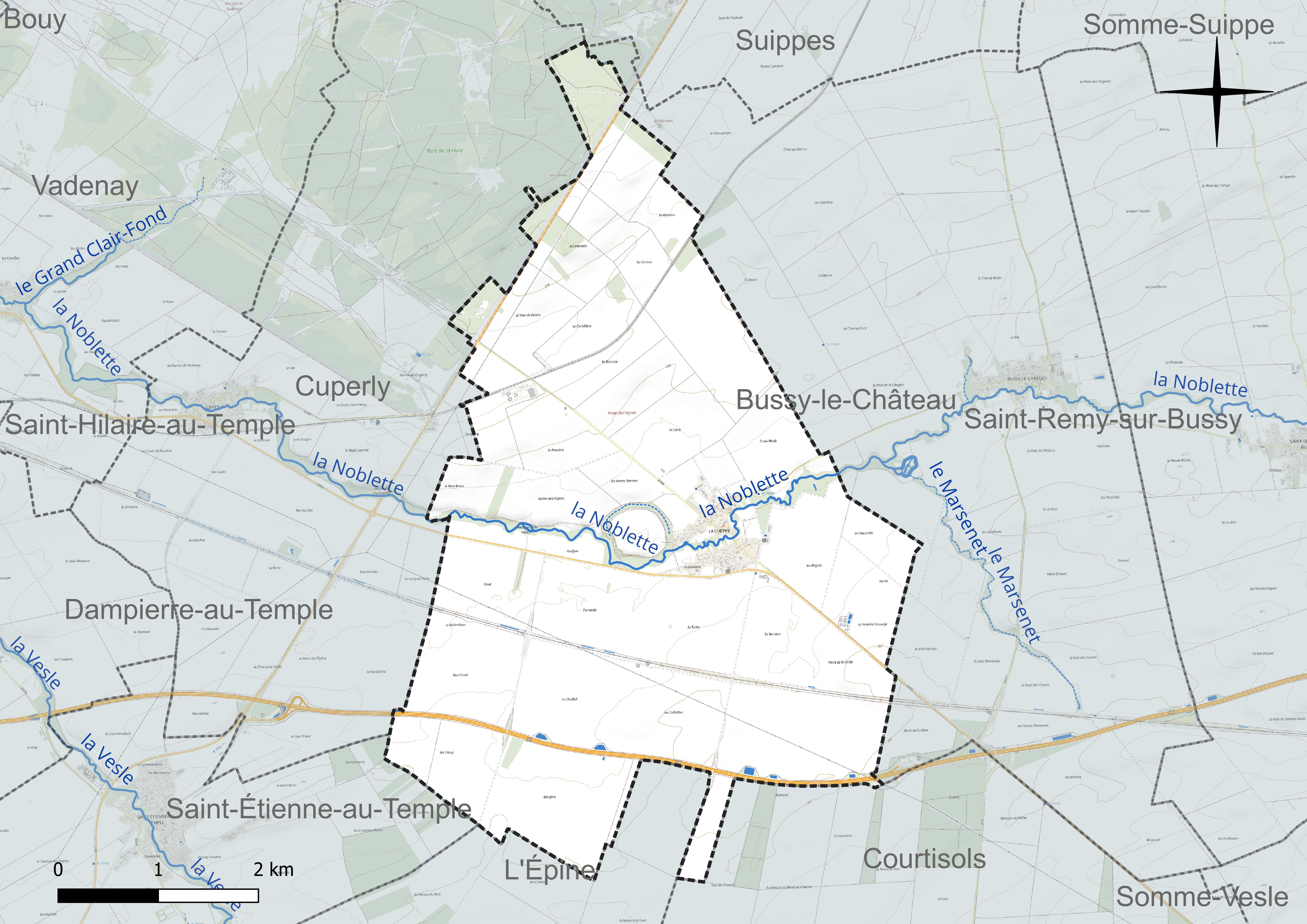
Réseau hydrographique de la Cheppe.

#### Gestion et qualité des eaux
Le territoire communal est couvert par le schéma d'aménagement et de gestion des eaux (SAGE) « Aisne Vesle Suippe ». Ce document de planification, dont le territoire s’étend sur 3 096 km2 répartis sur trois départements (Aisne, Marne et Ardennes) et deux régions (Champagne-Ardenne et Picardie), a été approuvé le 16 décembre 2013. La structure porteuse de l'élaboration et de la mise en œuvre est le Syndicat d’aménagement des bassins Aisne Vesle Suippe (SIABAVES). 
La qualité des cours d’eau peut être consultée sur un site dédié géré par les agences de l’eau et l’Agence française pour la biodiversité. 

### Climat
Pour des articles plus généraux, voir Climat du Grand Est et Climat de la Marne.
En 2010, le climat de la commune est de type climat océanique dégradé des plaines du Centre et du Nord, selon une étude du Centre national de la recherche scientifique s'appuyant sur une série de données couvrant la période 1971-2000. En 2020, Météo-France publie une typologie des climats de la France métropolitaine dans laquelle la commune est exposée à un climat océanique altéré et est dans la région climatique  Nord-est du bassin Parisien, caractérisée par un ensoleillement médiocre, une pluviométrie moyenne régulièrement répartie au cours de l’année et un hiver froid (3 °C). 
Pour la période 1971-2000, la température annuelle moyenne est de 10,3 °C, avec une amplitude thermique annuelle de 15,9 °C. Le cumul annuel moyen de précipitations est de 726 mm, avec 12 jours de précipitations en janvier et 8,5 jours en juillet. Pour la période 1991-2020, la température moyenne annuelle observée sur la station météorologique de Météo-France la plus proche, « Somme-Vesle », sur la commune de Somme-Vesle à 10 km à vol d'oiseau, est de 10,7 °C et le cumul annuel moyen de précipitations est de 782,0 mm. 
La température maximale relevée sur cette station est de 41,5 °C, atteinte le 25 juillet 2019 ; la température minimale est de −17,6 °C, atteinte le 21 février 1994,,. 
Les paramètres climatiques de la commune ont été estimés pour le milieu du siècle (2041-2070) selon différents scénarios d'émission de gaz à effet de serre à partir des nouvelles projections climatiques de référence DRIAS-2020. Ils sont consultables sur un site dédié publié par Météo-France en novembre 2022.

## Urbanisme

### Typologie
Au 1er janvier 2024, La Cheppe est catégorisée commune rurale à habitat dispersé, selon la nouvelle grille communale de densité à sept niveaux définie par l'Insee en 2022.
Elle est située hors unité urbaine. Par ailleurs la commune fait partie de l'aire d'attraction de Châlons-en-Champagne, dont elle est une commune de la couronne,. Cette aire, qui regroupe 97 communes, est catégorisée dans les aires de 50 000 à moins de 200 000 habitants,.

### Occupation des sols
L'occupation des sols de la commune, telle qu'elle ressort de la base de données européenne d’occupation biophysique des sols Corine Land Cover (CLC), est marquée par l'importance des territoires agricoles (93,8 % en 2018), une proportion sensiblement équivalente à celle de 1990 (93,7 %). La répartition détaillée en 2018 est la suivante : 
terres arables (91,4 %), milieux à végétation arbustive et/ou herbacée (3,5 %), zones agricoles hétérogènes (2,3 %), zones urbanisées (1,8 %), forêts (0,9 %). L'évolution de l’occupation des sols de la commune et de ses infrastructures peut être observée sur les différentes représentations cartographiques du territoire : la carte de Cassini (XVIIIe siècle), la carte d'état-major (1820-1866) et les cartes ou photos aériennes de l'IGN pour la période actuelle (1950 à aujourd'hui).

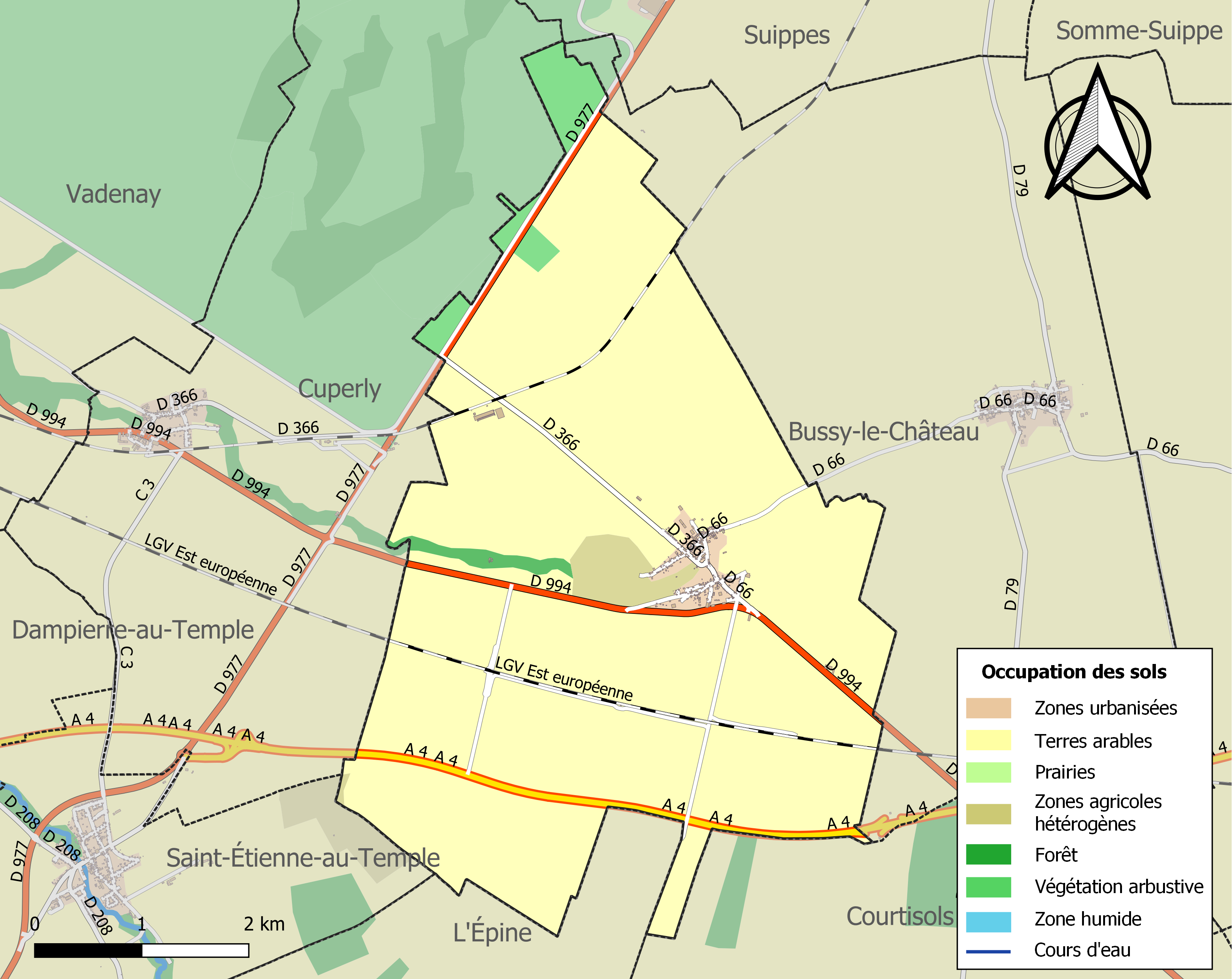
Carte des infrastructures et de l'occupation des sols de la commune en 2018 (CLC).

### Habitat et logement
En 2019, le nombre total de logements dans la commune était de 135, alors qu'il était de 127 en 2014 et de 125 en 2009.
Parmi ces logements, 94 % étaient des résidences principales, 0,9 % des résidences secondaires et 5,1 % des logements vacants. Ces logements étaient pour 96,2 % d'entre eux des maisons individuelles et pour 3,8 % des appartements.
Le tableau ci-dessous présente la typologie des logements à la La Cheppe en 2019 en comparaison avec celle de la Marne et de la France entière. Une caractéristique marquante du parc de logements est ainsi une proportion de résidences secondaires et logements occasionnels (0,9 %) inférieure à celle du département (2,9 %) mais supérieure à celle de la France entière (9,7 %). Concernant le statut d'occupation de ces logements, 92,1 % des habitants de la commune sont propriétaires de leur logement (93,2 % en 2014), contre 51,6 % pour la Marne et 57,5 pour la France entière.
| Typologie                                               | La Cheppe | Marne | France entière |
| ------------------------------------------------------- | --------- | ----- | -------------- |
| Résidences principales (en %)                           | 94        | 87,9  | 82,1           |
| Résidences secondaires et logements occasionnels (en %) | 0,9       | 2,9   | 9,7            |
| Logements vacants (en %)                                | 5,1       | 9,2   | 8,2            |

## Toponymie
Le nom de la localité est attesté sous les formes Villa que dicitur Cappa (1128) ; Cappæ (1160) ; Apud Cappas (1170) ; La Chape (1229) ; Capa (1248) ; Villa que dicitur Chape (1248) ; La Chappe (vers 1252) ; La Cheppe (1396) ; La Chepte (1645) ; La Chaippe (1715).

Probablement de l'oïl chaipe « hangar au dessus duquel il y a un fenil » , attesté en Côte d'Or. 

## Histoire

### Camp d'Attila

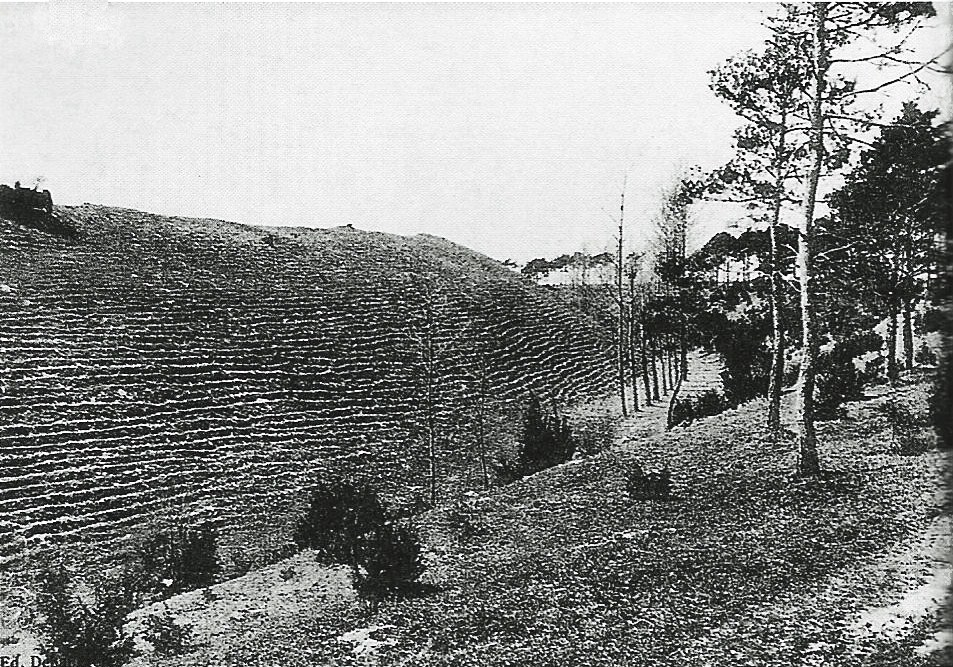
Le camp sur une carte postale du début du XXe siècle.

Le lieu-dit « Camp d'Attila » ou Camp romain de La Cheppe et les alentours seraient, selon certains chercheurs, le lieu de la bataille des champs Catalauniques qui eut lieu en 451 et ou plusieurs milliers d'hommes furent aux prises. Le combat principal aurait eu lieu sur une hauteur appelée l'Ahan des Diables dont le nom ahaner vient du bruit fait par les soldats pour enterrer leurs morts. S'il est possible que ce site ait été utilisé par Attila, aucune trace n'en demeure de son passage et aucune source historique n'y fait référence.
En revanche, cette vaste enceinte protohistorique dite Camp d'Attila, qui date du Ier siècle av. J.-C., est un vestige d'un oppidum gaulois occupé ensuite par les Romains d'environ trente hectares. La forme est elliptique avec fortifications et levée de terre, des fossés hauts d'environ sept mètres. Une palissade entourait le camp et des remparts sur le sommet ; le camp est adossé à la Noblette. Toutefois la végétation a depuis longtemps, repris ses droits et entoure le camp d'une épaisse barrière d'arbres, créant un endroit paisible et coupé du monde. Au Moyen Âge deux buttes médiévales furent construites dessus. Dans la région, on parlait autrefois de cet oppidum comme étant le Vetus Catalaunum, le vieux Châlons, la nouvelle appellation de Camp d'Attila apparaît au XIXe siècle.
Pendant la Première Guerre mondiale, le Camp d'Attila sert de dépôt de munitions (voir galerie ci-dessous).
Il se trouve à l'ouest de la commune de La Cheppe, vers Cuperly, entre le lit marécageux du ruisseau de la Noblette qui le borde au sud, et qui en constitue l'une des défenses naturelles, et la voie romaine Reims-Toul-Metz qui le longe au nord.

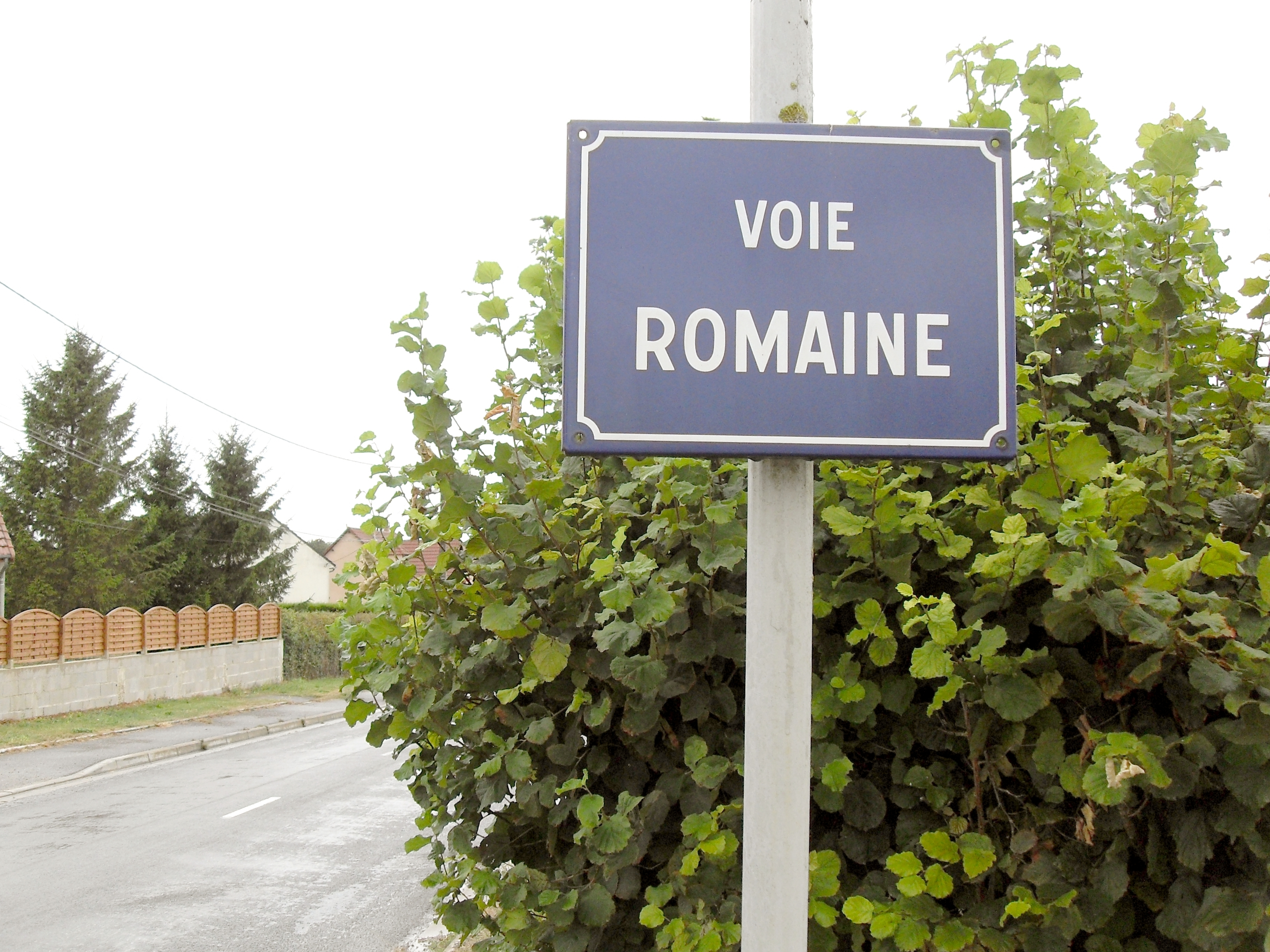
Voie romaine.

La voie romaine Reims-Metz passant à proximité, et l'immense plaine laissent à penser que c'est le bon lieu. Toutefois ce camp ne fut désigné sous le nom de Camp d'Attila qu'à partir du XVIIe siècle par Adrien Sanson, géographe du roi Louis XIII de France. Napoléon III, fasciné par l'histoire, y fait lancer des fouilles, mais sans résultat. De nouvelles fouilles, effectuées à la fin du XIXe siècle, permettent de mettre au jour des céramiques, des colliers en bronze et diverses pièces en fer forgé, de l'époque gauloise, qui sont conservés au musée de Saint-Germain-en-Laye.
La Cheppe correspond à Fanomin (pour Fanum Minervae = Temple de Minerve) dans l'Itinéraire d'Antonin et à Tanomia (à la suite d'une erreur de transcription) dans la Table de Peutinger (connue autrefois sous le nom de Table théodosienne).

Le camp d'Attila dans le Fond Berthelé pendant la Première Guerre mondiale (Archives municipales de Toulouse).
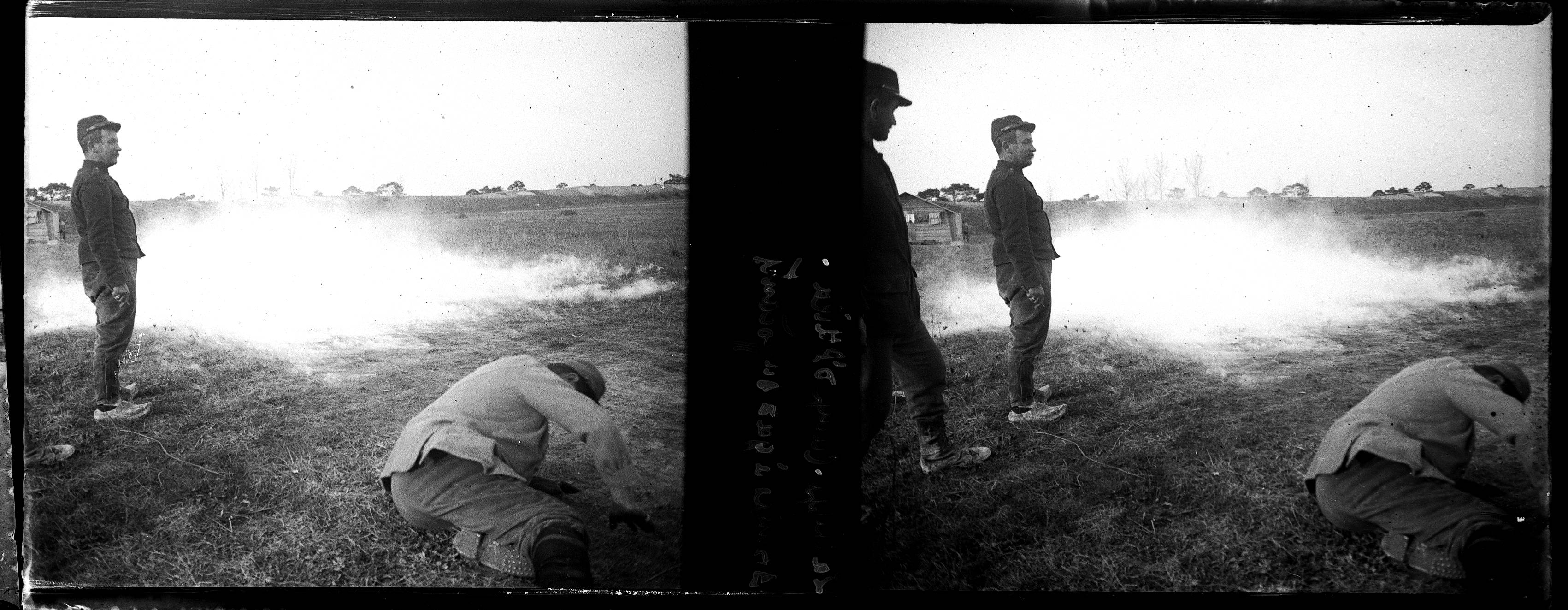
Bombes à gaz suffocants.
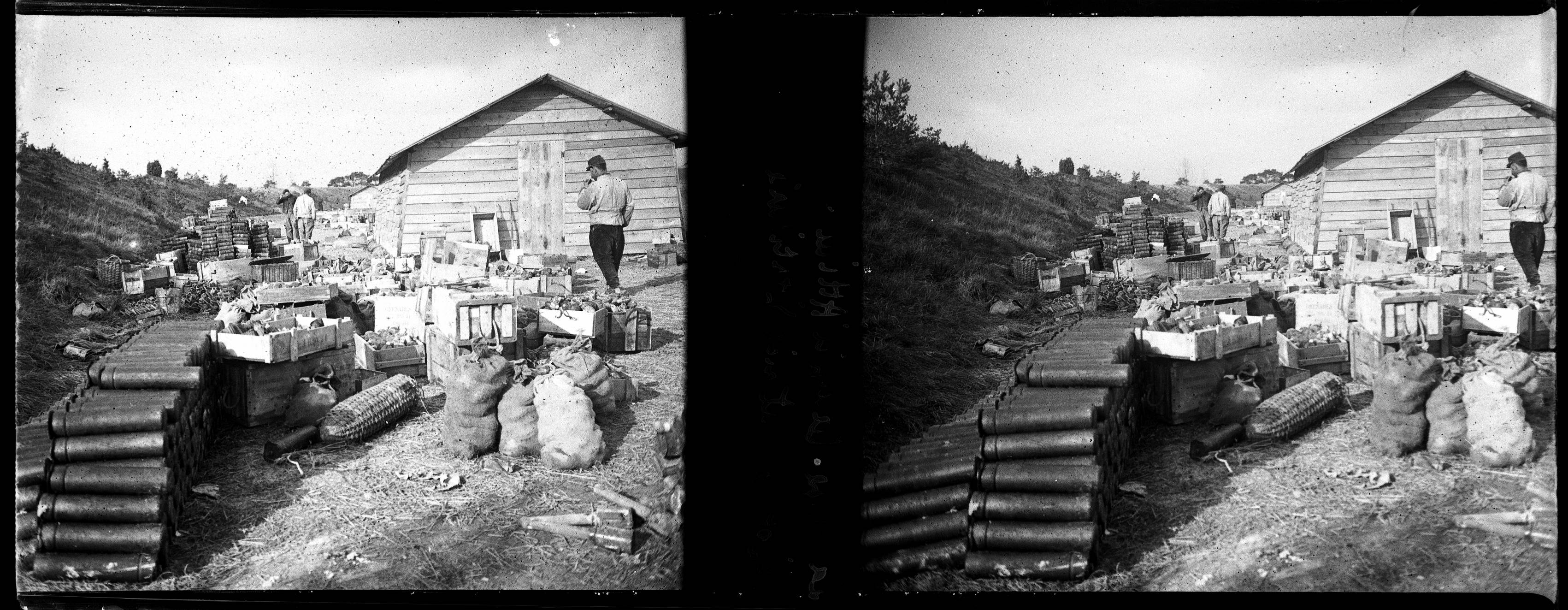
Dépôt de matériel d'artillerie.
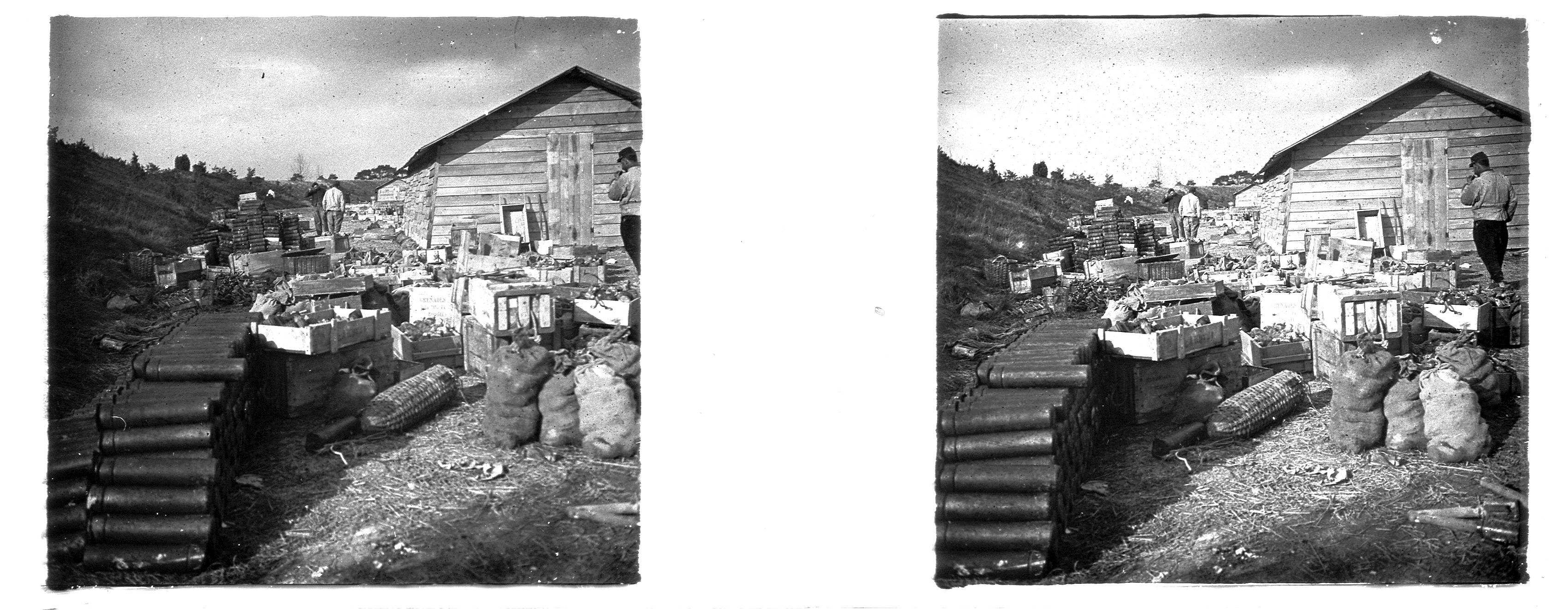
Entrepôt de matériel d'artillerie.
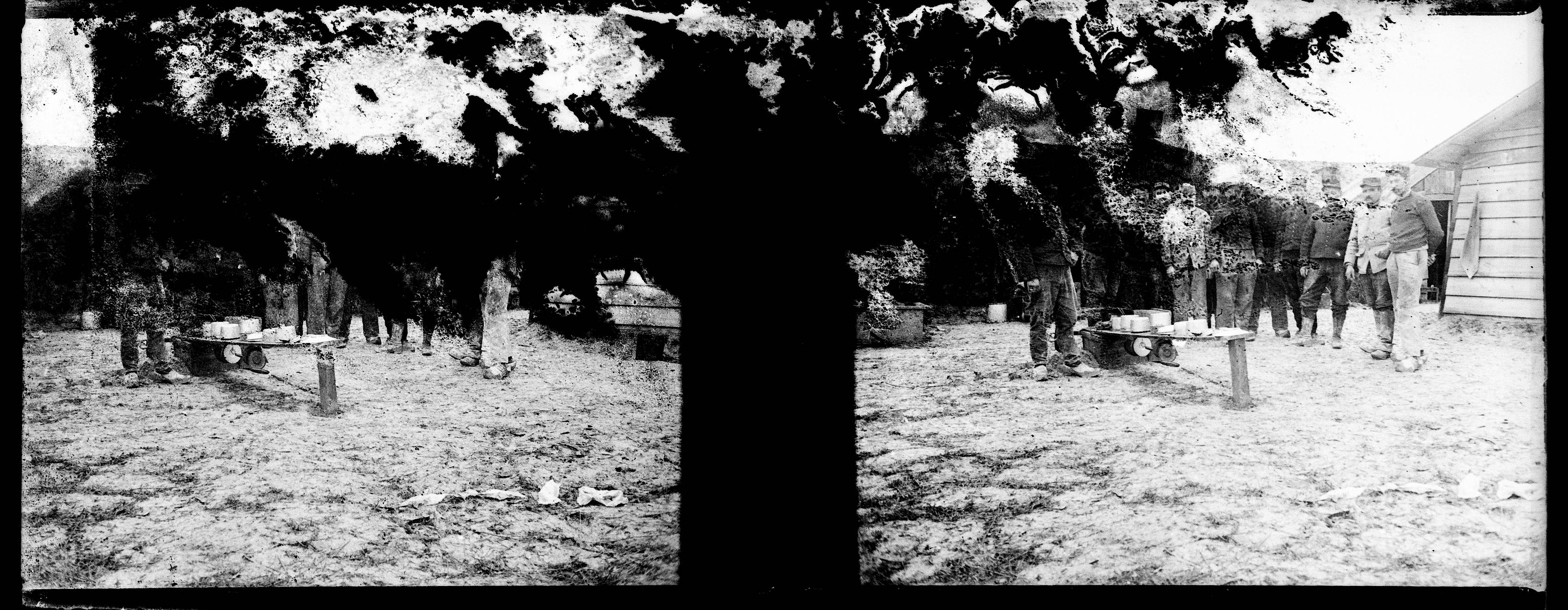
Groupe d'artilleurs.
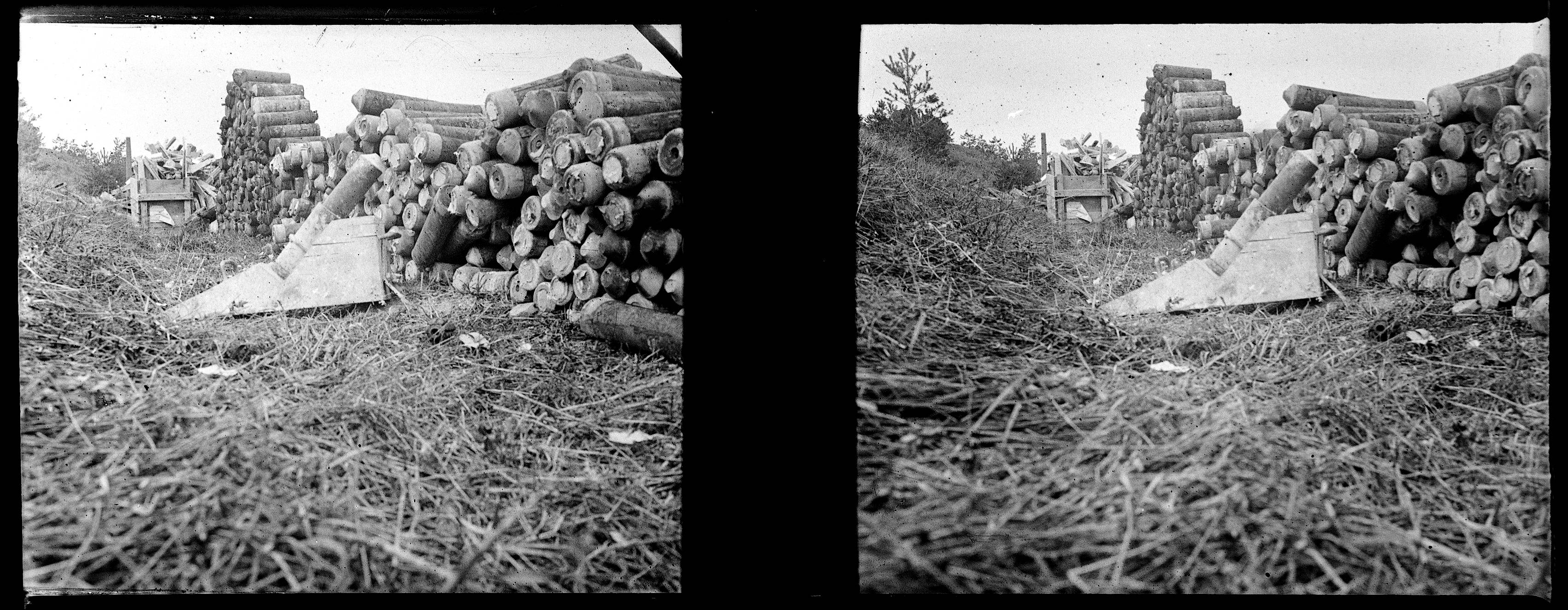
Lance-bombes.
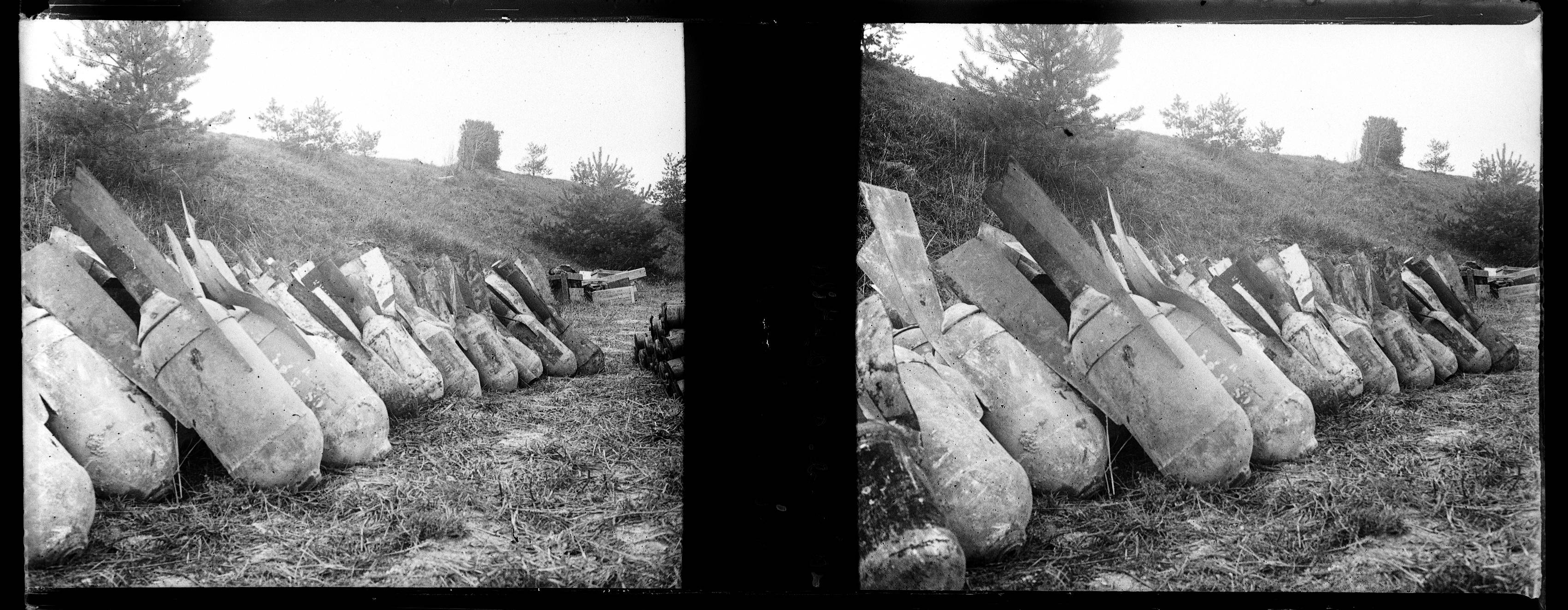
Torpilles aériennes par photographie stéréoscopique.

### Autres découvertes
Au lieu-dit les Montois, a été découvert en 1864 et fouillé en 1978 un site de la Tène finale où se trouvaient des lieux d'habitation, des greniers, des sentiers et des fossés. Y furent mis au jour des potins Leuques, Sénons et Catalaunes.
Deux cents mètres plus au sud, un lieu d'habitat est fouillé vers 1980 qui montra des caves, des fosses d'extraction de craie datées du premier siècle avant J.-C.
Au lieu-dit la Tomme existaient deux tomelles. L'une fut arasée en 1806 par des agriculteurs et mirent au jour une fosse de 1 m par 1 m par 1,7 m. Il y avait quatre vases à incinération, l'un rouge, un cendré et deux noirs. Il est daté de -120 à -80. L'autre a été fouillée en 1866 par Le Lautin qui trouvait une nécropole du Haut Moyen-Âge avec les corps de deux femmes, deux enfants et onze hommes placés dans des cercueils de bois de chêne avec du mobilier et une monnaie de Licinius.
Une tombe à char a été découverte à la Crayère en 1830.
Une nécropole à La Croix-Tronsson, avec deux tombes à char et un mobilier comprenant une dizaine de vases dont un vase aux griffins de couleur rouge conservé à Châlons.
Une vingtaine de tombes du Marnien I au lieu-dit Mont-de-la-Noue.
Sur Saint-Basle et Croix-Meunière, une nécropole protohistorique et une du haut Moyen Âge.
Aux lieux-dits Champs du Bœuf et la Voyon, un enclos de 16 ha avec des habitations de la Tène moyenne à la Tène finale.

## Politique et administration

### Rattachements administratifs et électoraux

#### Rattachements administratifs
La commune se trouve  dans l'arrondissement de Châlons-en-Champagne du département de la Marne.
Elle faisait partie depuis 1793 du canton de Suippes. Dans le cadre du redécoupage cantonal de 2014 en France, cette circonscription administrative territoriale a disparu, et le canton n'est plus qu'une circonscription électorale.

#### Rattachements électoraux
Pour les élections départementales, la commune est membre depuis 2014 du  canton d'Argonne Suippe et Vesle
Pour l'élection des députés, elle fait partie de la quatrième circonscription de la Marne.

### Intercommunalité
La commune, antérieurement membre de la communauté de communes de la Région de Suippes, est membre depuis le 1er janvier 2014 de la communauté de communes de Suippe et Vesle.
En effet, conformément aux prévisions du schéma départemental de coopération intercommunale (SDCI) de la Marne du 15 décembre 2011,, les communautés de communes CC de la région de Suippes et CC des sources de la Vesle ont fusionné le 1er janvier 2014 afin de former la nouvelle communauté de communes de Suippe et Vesle.

### Liste des maires
| Période                                  | Période                       | Identité      | Étiquette | Qualité |
| ---------------------------------------- | ----------------------------- | ------------- | --------- | --- |
| Les données manquantes sont à compléter. |                               |               |           | |
|                                          | 1876                          | M. Herbillon  |           | |
| 1877                                     |                               | M. Oudart     |           | |
| Les données manquantes sont à compléter. |                               |               |           | |
| 1983                                     | 2001                          | Gérard Lapie  | DVD       | Agriculteur Chevalier de la Légion d'honneur Chevalier de l'Ordre national du mérite Commandeur du Mérite agricole |
| 2001                                     | En cours (au 2 décembre 2021) | Marcel Bonnet |           | Réélu pour le mandat 2020-2026                                                                                     |

## Démographie
L'évolution du nombre d'habitants est connue à travers les recensements de la population effectués dans la commune depuis 1793. Pour les communes de moins de 10 000 habitants, une enquête de recensement portant sur toute la population est réalisée tous les cinq ans, les populations de référence des années intermédiaires étant quant à elles estimées par interpolation ou extrapolation. Pour la commune, le premier recensement exhaustif entrant dans le cadre du nouveau dispositif a été réalisé en 2005.

En 2022, la commune comptait 326 habitants, en évolution de −2,4 % par rapport à 2016 (Marne : −1,19 %, France hors Mayotte : +2,11 %).
| 1793 | 1800 | 1806 | 1821 | 1831 | 1836 | 1841 | 1846 | 1851 |
| ---- | ---- | ---- | ---- | ---- | ---- | ---- | ---- | ---- |
| 347  | 299  | 323  | 326  | 344  | 355  | 341  | 363  | 371  |

| 1856 | 1861 | 1866 | 1872 | 1876 | 1881 | 1886 | 1891 | 1896 |
| ---- | ---- | ---- | ---- | ---- | ---- | ---- | ---- | ---- |
| 382  | 402  | 366  | 340  | 333  | 328  | 320  | 305  | 309  |

| 1901 | 1906 | 1911 | 1921 | 1926 | 1931 | 1936 | 1946 | 1954 |
| ---- | ---- | ---- | ---- | ---- | ---- | ---- | ---- | ---- |
| 291  | 288  | 300  | 296  | 300  | 276  | 265  | 300  | 303  |

| 1962 | 1968 | 1975 | 1982 | 1990 | 1999 | 2005 | 2006 | 2010 |
| ---- | ---- | ---- | ---- | ---- | ---- | ---- | ---- | ---- |
| 282  | 233  | 202  | 214  | 283  | 290  | 335  | 341  | 332  |

| 2015 | 2020 | 2022 | - | - | - | - | - | - |
| ---- | ---- | ---- | - | - | - | - | - | - |
| 328  | 327  | 326  | - | - | - | - | - | - |

## Culture locale et patrimoine

### Lieux et monuments
- Le camp romain de La Cheppe

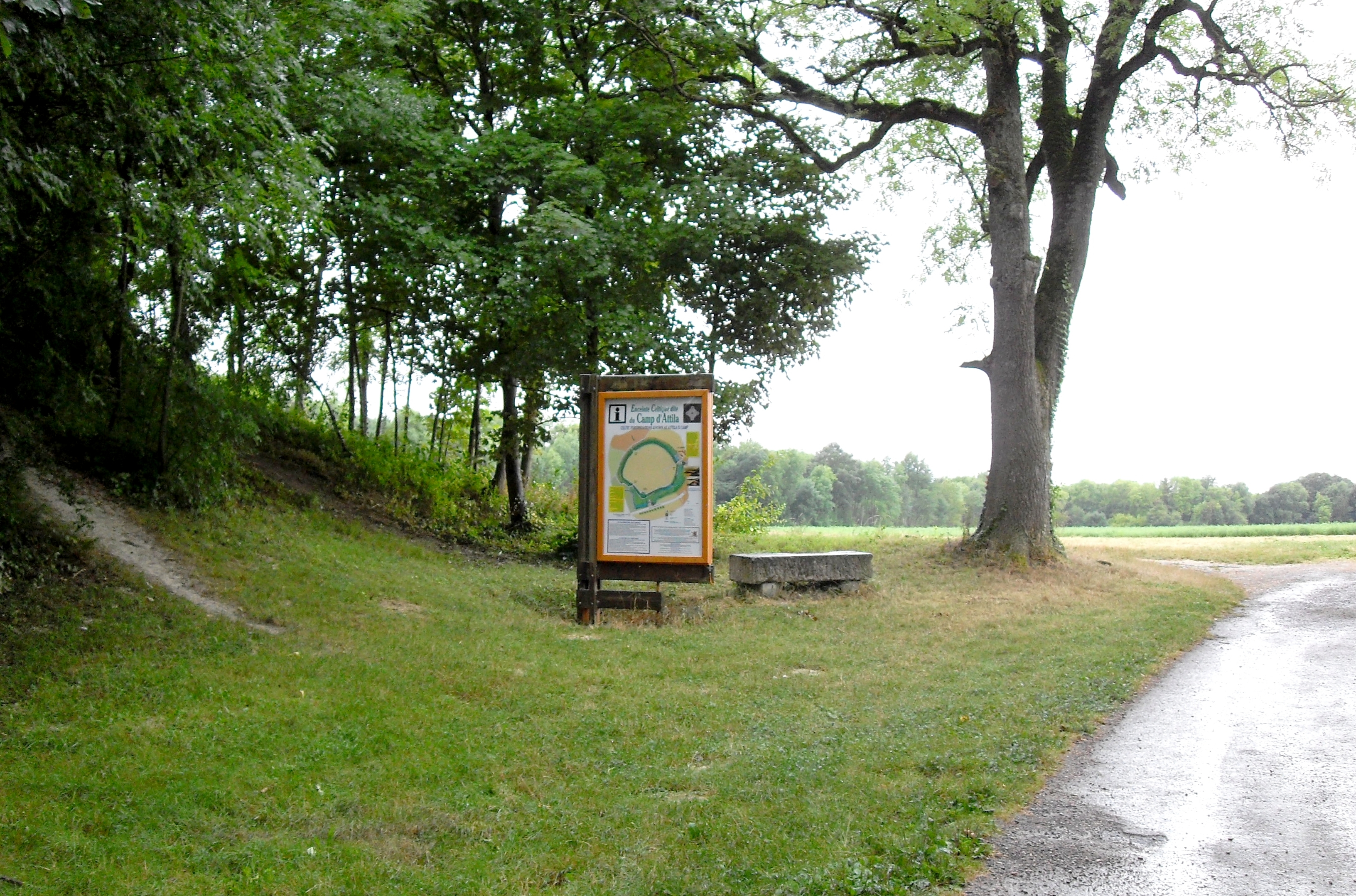
Camp d'Attila (entrée principale à l'est).

- L'église est construite en 1775 sur des plans de Portelet.
- La nécropole nationale du Mont Frenet

### Personnalités liées à la commune
- Attila (395-453), roi des Huns, a donné son nom à l’enceinte protohistorique de La Cheppe dont on a pensé qu’il a pu l’utiliser.